# Огій
Огій, Аггей (івр. חַגַּי, Хаггай — святковий, народжений на свято) — біблійний пророк, належав до 12 «малих» пророків Старого Заповіту, автор Книги пророка Аггея.

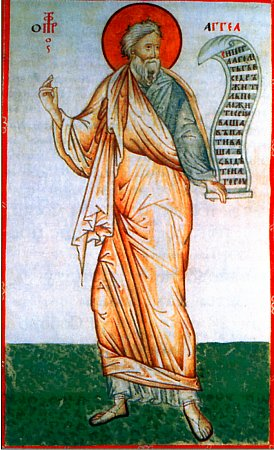
Пророк Огій

Огій був одним з юдейських колоністів Єрусалима у 520 р. до Р. Хр., коли записувалися його пророцтва (Ездра 5:1-2; 6:14). Чотири звістки, які Господь передав через Огія, були адресовані конкретним людям. Перша — правителю Зоровавелю та первосвященику Ісусу (Ог. 1:1) . Друга — Зоровавелю, Ісусу та народу (Ог. 2:2). Третя — священикам (Ог. 2:11) і четверта — Зоровавелю (Ог. 2:21).
Відомостей про життя і діяльність пророка Огія Святе Письмо не зберегло. Огій єдина особа з цим іменем у Біблії, крім його книги особа пророка підтверджена свідченням 1-ї книги Ездри (Езд. 5:1, Езд. 6:14) у якій йдеться про виступ пророка Огія разом з пророком Захарією з проповіддю підбадьорення знеохочених юдеїв до відновлення робіт по спорудженню другого Єрусалимського храму
У своїх перекладах Біблії українською мовою Іван Огієнко подає ім'я пророка як Огій, Хоменко — Аггей, Турконяк — Ангей (Аггей).